# Коношовка
Коношо́вка (укр. Коношівка) – село, расположенное на территории Бобровицкого района Черниговской области (Украина) на берегу реки Быстрица.
Село Коношовка находится примерно в 10 км к северо-западу от центра города Бобровица. Средняя высота населённого пункта — 114 м над уровнем моря. Село находится в зоне умеренно континентального климата.

## Население
Население составляет 5 жителей (2006 год). Плотность населения — 30,49 чел/кв.км.

## История
Впервые упоминается в 1850 году.